# Kup Snježane Ušić 2018./19.
Kup Snježane Ušić je novi naziv Hrvatskog odbojkaškog kupa za žene, u spomen na preminulu poznatu hrvatsku odbojkašicu Snježanu Ušić. 

Kup je osvojila "Mladost" iz Zagreba.

## Rezultati

### 1. kolo
Igrano 24. listopada 2018. godine. 
| par                                      | rez. | setovi                     | napomene |
| ---------------------------------------- | ---- | -------------------------- | -------- |
| Don Bosco Zagreb - Mladost Zagreb        | 0:3  | 11:25, 8:25, 9:25          |          |
| Split - Marina Kaštela (Kaštel Gomilica) | 3:1  | 25:16, 22:25, 25:16, 25:14 |          |
| Grobničan Čavle - Rijeka CO              | 0:3  | 14:25, 22:25, 10:25        |          |
| Ferivi Višnjevac - Osijek                | 0:3  | 15:25, 22:25, 14:25        |          |
| Zadar - Poreč                            | 3:1  | 21:25, 25:16 25:22, 25:19  |          |
| Drenova Rijeka - Olimpik Zagreb          | 0:3  | 11:25, 4:25, 16:25         |          |
| Enna Vukovar - Nova Gradiška             | 3:1  | 25:23, 25:14, 24:26, 25:20 |          |
| Brda Split - Kaštela (Kaštel Stari)      | 0:3  | 22:25, 20:25, 24:26        |          |

### 2. kolo (četvrtzavršnica)
Igrano 7. studenog 2018. godine. 
| par                             | rez. | setovi                     | napomene |
| ------------------------------- | ---- | -------------------------- | -------- |
| Olimpik Zagreb - Mladost Zagreb | 0:3  | 21:25, 18:25, 13:25        |          |
| Osijek - Kaštela (Kaštel Stari) | 0:3  | 19:25, 26:28, 13:25        |          |
| Zadar - Rijeka CO               | 0:3  | 21:25, 14:25, 20:25        |          |
| Enna Vukovar - Split            | 3:1  | 25:19, 25:17, 24:26, 25:19 |          |

### Poluzavršnica
Prve utakmice su igrane 21. i 22. studrnog 2018., a uzvrati 12. prosinca 2019. godine. 
| par                                     | 1. utakmica | 1. utakmica                | 2. utakmica | 2. utakmica                | napomene |
| par                                     | rez.        | setovi                     | rez.        | setovi                     | napomene |
| --------------------------------------- | ----------- | -------------------------- | ----------- | -------------------------- | -------- |
| Kaštela (Kaštel Stari) - Mladost Zagreb | 1:3         | 21:25, 12:25, 25:22, 14:25 | 0:3         | 15:25, 11:25, 16:25        |          |
| Rijeka CO - Enna Vukovar                | 3:0         | 25:16, 25:11, 25:10        | 3:1         | 19:25, 26:24, 25:17, 25:21 |          |

### Završnica
Igrano 24. travnja 2019. u Rovinju, u dvorani SD "Gymnasium".

| klub1          | klub2     | rez. | setovi                            |
| -------------- | --------- | ---- | --------------------------------- |
| Mladost Zagreb | Rijeka CO | 3:2  | 19:25, 25:20, 25:22, 19:25, 15:12 |

## Vanjske poveznice
- natjecanja.hos-cvf.hr, Hrvatska odbojkaška natjecanja